# Daphnella semivaricosa
Daphnella semivaricosa é uma espécie de gastrópode do gênero Daphnella, pertencente à família Raphitomidae.